# Oglasa plagiata
Oglasa plagiata är en fjärilsart som beskrevs av M.Gaede 1939. Oglasa plagiata ingår i släktet Oglasa och familjen nattflyn. Inga underarter finns listade i Catalogue of Life.